# Renard (België)

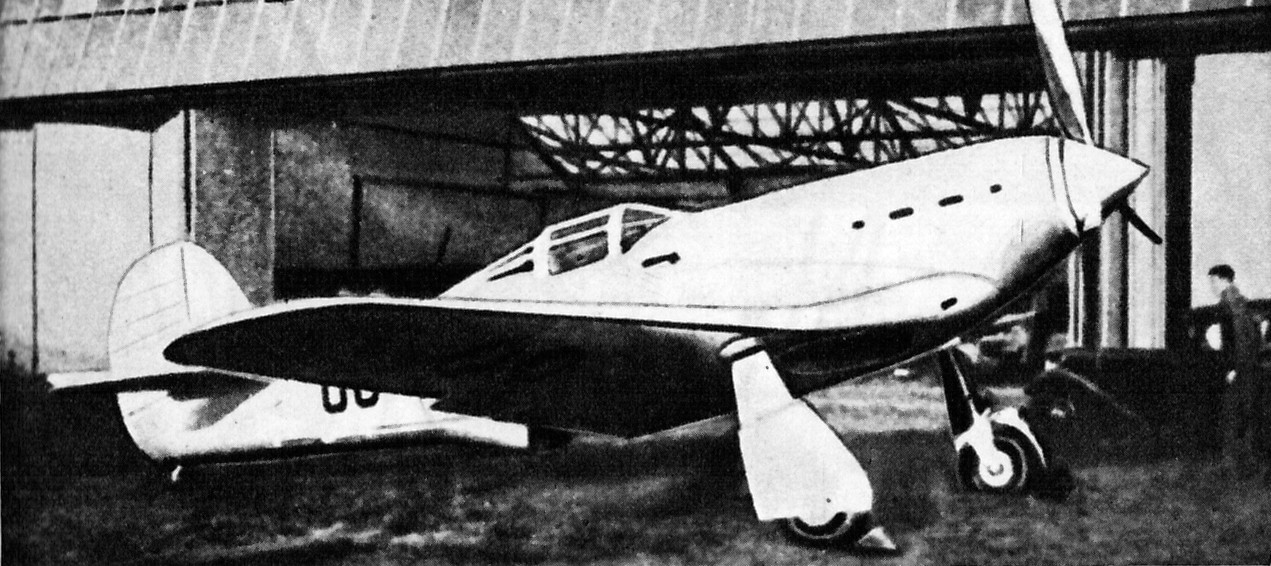
Renard R.36

Sociéte Anonyme Avions et Moteurs Renard, in 1928 omgedoopt tot Renard Constructions Aéronautiques was een Belgische vliegtuig- en vliegtuigmotorenfabrikant opgericht in 1925 door de broers George en Alfred Renard. De fabriek stond in Evere.
De gebroeders waren werkzaam bij Stampe en Vertongen waar ze verantwoordelijk waren voor de RSV modellen. Ze begonnen in 1925, tijdens hun werkzaamheden bij Stampe & Vertongen, voor zichzelf, en hun eerste ontwerp onder eigen naam was de Epervier (Sperwer). De ontwerpen die volgden hadden niet allemaal het succes dat men ervan had verwachtte. Pas met de Renard R-31 kwam er een bescheiden succes nadat de Belgische Luchtmacht er 32 van liet bouwen, waar ook SABCA bij betrokken werd. Deze vliegtuigen bleven werkzaam tot aan de Tweede Wereldoorlog, al waren ze geen partij voor de toen veel modernere Duitse jachtvliegtuigen.
De ontwerpen die hierop volgden waren voor die tijd zeer vooruitstrevend. Zoals het eerste passagiersvliegtuig met drukcabine, de R-35, en een jachtvliegtuig met eigenschappen die niet onderdeden voor de Hawker Hurricane. Voor beide vliegtuigen was aanvankelijk grote belangstelling, maar nadat beide vliegtuigen na een aantal proefvluchten neerstortten schrapten de Belgische Luchtmacht en Sabena hun orders en ging men weer voor de Engelse modellen. De R-36 was echter niet het enige moderne jachtvliegtuig van Renard zo waren er ook de R-37 met stermotor en de R-38 met Rolls-Royce merlin en er waren plannen om een jachtvliegtuig met drukcabine te maken de R-40. Het meest opvallende ontwerp echter was de R-42 een dubbelrompige versie van de R-40. Deze was vergelijkbaar met de latere Messerschmitt 109z en de twin mustang maar dit vliegtuig werd net als de R-40 nooit gebouwd ten voordele van de aankoop van Hurricanes. Deze voorliefde voor buitenlandse producten, die men dan vervolgens veel duurder moest afnemen via SABCA vanwege diens contract, heeft ertoe geleid dat de Belgische Luchtvaartindustrie nooit van de grond kwam.
Bij de aanvang van de Tweede Wereldoorlog in België probeerde Alfred Renard zijn fabriek en onderdelen van de R-40 naar Frankrijk te verhuizen maar dat mislukte. De fabriek werd verwoest. Alfred Renard zou na de oorlog, in 1947, met Jean Stampe samen Stampe en Renard oprichten, die in 1970 ter ziele ging. Alfred Renard overleed in 1988 aan de gevolgen van een auto-ongeluk.

## Vliegtuigtypen
- Epervier

Jachtvliegtuig, twee exemplaren gebouwd bij resp. Stampe & Vertongen en SABCA.
- R-16

Passagiersvliegtuig, driepersoons, 1 ex.
- R-17 (1931)

Transportvliegtuig, eenmotorig propeller, hoogdekker, 1 ex.
- R-18

Sportvliegtuig, tweepersoons, 1 ex.
- R-30

Transportvliegtuig, driemotorig, 1 ex.
- R-31 (1932)

Verkenner, hoogdekker, tweepersoons, 34 ex. waarvan 22 bij SABCA.
- R-32 (1935)

Verkenner (verbeterde R31), 2 ex.
- R-33

Sportvliegtuig, tweepersoons, 2 ex.
- R-34 (1933)

Les/stuntvliegtuig, tweedekker, eenpersoons, 1 ex.
- R-35 "stratosphérique"

Passagiersvliegtuig, driemotorig, 1 exemplaar
- R-36 (1937)

Jager, eenpersoons, propeller, Hispano-Suiza 12Y motor
- R-37

Jager, R-36 met Gnôme et Rhône 14N21 motor, 1 ex.
- R-37B

Tweepersoons R-37 voor aanvallen van gronddoelen, nooit gebouwd
- R-38 (1938)

Jager, R-36 met Rolls-Royce Merlin II motor, 1 ex.
- R-39

Studie voor een tweemotorige bommenwerper, nooit gebouwd
- R-40

Voor Frankrijk bestemde R-36 met drukcabine, nooit gebouwd